# Sørumsand
Sørumsand è un villaggio della Norvegia, situato nella municipalità di Lillestrøm, nella contea di Akershus.